# Sébastien Toutant
Sébastien Toutant, noto anche come Séb Toots (Repentigny, 9 novembre 1992), è un ex snowboarder canadese medaglia d'oro nel big air alle Olimpiadi di Pyeongchang 2018.

## Biografia
Originario di Repentigny e attivo dal marzo 2010 Toutant ha debuttato in Coppa del Mondo di snowboard nell'ottobre 2010 a Londra, in big air, riportando subito alla seconda partenza la prima vittoria, a Stoccolma. Ha partecipato ai Giochi olimpici invernali di Soči 2014 giungendo nono nella finale dello slopestyle.
Nonostante fosse sofferente per un infortunio alla schiena che ha tenuto nascosto, a Pyeongchang 2018 Toutant è riuscito a vincere il primo titolo olimpico di big air assegnato nella storia delle Olimpiadi invernali. In precedenza era anche riuscito a raggiungere la finale dello slopestyle, concludendo 11º.
In carriera ha partecipato a cinque gare ai Giochi olimpici invernali e a due ai Campionati mondiali di snowboard. Inoltre ha vinto cinque medaglie ai Winter X Games, di cui due ori.

## Palmarès

### Olimpiadi
- 1 medaglia:
  - 1 oro (big air a Pyeongchang 2018)

### Mondiali
- 1 medaglia:
  - argento (slopestyle ad Aspen 2021)

### X Games
- 7 medaglie:
  - 2 ori (slopestyle a Tignes 2013 e ad Aspen 2021)
  - 3 argenti (big air ad Aspen 2011; slopestyle a Tignes 2011; slopestyle ad Aspen 2016)
  - 2 bronzi (big air ad Aspen 2012; slopestyle ad Hafjell 2017)

### Coppa del Mondo
- Miglior piazzamento in classifica generale freestyle: 4º nel 2011
- Miglior piazzamento nella Coppa del Mondo di big air: 2º nel 2011
- Miglior piazzamento nella Coppa del Mondo di slopestyle: 6° nel 2020
- 6 podi:
  - 5 vittorie
  - 1 secondo posto

#### Coppa del Mondo - vittorie
| Data             | Luogo     | Paese    | Disciplina |
| ---------------- | --------- | -------- | ---------- |
| 20 novembre 2010 | Stoccolma | Svezia   | BA         |
| 19 febbraio 2011 | Stoneham  | Canada   | BA         |
| 12 febbraio 2017 | Québec    | Canada   | SS         |
| 15 gennaio 2020  | Laax      | Svizzera | SS         |
| 1⁰ gennaio 2022  | Calgary   | Canada   | SS         |

Legenda:

BA = big air 
 SS = slopestyle